# 22109 Лорігутч
22109 Лорігутч (22109 Loriehutch) — астероїд головного поясу, відкритий 1 серпня 2000 року.
Тіссеранів параметр щодо Юпітера — 3,587.